# I Wish Tonight Would Never End
Albums de George Jones
My Favorites of Hank Williams
(1962) What's in Our Hearts
(1963)
I Wish Tonight Would Never End est un album de l'artiste américain de musique country George Jones. Cet album est sorti en 1963 sur le label United Artists Records.

## Liste des pistes
| No  | Titre                                                      | Durée |
| --- | ---------------------------------------------------------- | ----- |
| 1.  | Lonesome Life                                              |       |
| 2.  | Old, Old House                                             |       |
| 3.  | I Saw Me                                                   |       |
| 4.  | Every Time I Look at You                                   |       |
| 5.  | I Wish Tonight Would Never End                             |       |
| 6.  | Flame in My Heart                                          |       |
| 7.  | Ain't It Funny What a Fool Will Do                         |       |
| 8.  | There's No Justice                                         |       |
| 9.  | We Must Have Been Out of Our Minds (avec Melba Montgomery) |       |
| 10. | I Can't Change Over Night                                  |       |
| 11. | In the Shadow of a Lie                                     |       |
| 12. | Seasons of My Heart                                        |       |